# Довгохвильова решітка
Довгохвильова решітка (англ. Long Wavelength Array, LWA) — радіотелескоп у центральній частині штату Нью-Мексико в США. Працює з 2011 року. Це один з небагатьох радіотелескопів, які використовують відносно низькі частоти (10-88 МГц) і слугують для вивчення релятивістських частинок, еволюції Всесвіту, астрофізичної плазми, радіовипромінювання юпітероподібних позасонячних планет і спалахів магнетарів.

## Будівництво телескопу
Станом на 2011 рік радіотелескоп складався з однієї станції з 256 антенами. Довгострокова мета проєкту полягає в тому, щоб побудувати загалом 53 станції, загалом із 13 000 дипольних антен, стратегічно розміщених у зоні діаметром майже 400 кілометрів. Кожна антена має висоту приблизно 1,5 метра і довжину приблизно 2,7 метра. Перша станція, розташована поруч із Дуже великим масивом, складається з 256 антен і була завершена в грудні 2009 року. Її відкрито в квітні 2010 року, а регулярна робота почалася в 2011 році. Друга станція (LWA2) станом на 2011 рік будувалася на відстані близько 19 км від першої.

## Учасники проєкту
У проєкті беруть участь:
- Університету Нью-Мексики,
- Політехнічний інститут і університет штату Вірджинія,
- Лос-Аламоська національна лабораторія,
- Лабораторія реактивного руху,
- Дослідницька лабораторія Військово-морського флоту США,
- Університет Айови,
- Радіоспектрометр острова Бруні,
- Національна радіоастрономічна обсерваторія,
- Науково-дослідна лабораторія ВПС США[en].